# Station Gojo (Nara)
 Station Gojō (五条駅, Yamato-Futami-eki) is een spoorwegstation in de Japanse stad Gojō. Het wordt aangedaan door de Wakayama-lijn. Het station heeft drie sporen, gelegen aan twee eilandperrons een enkel zijperron.

## Treindienst

### JR West
| 1,2,3 | ■ Wakayama-lijn | richting Kokawa en Wakayama richting Takada en Ōji |

## Geschiedenis
Het station werd in 1896 geopend.  

## Overig openbaar vervoer
Bussen van het verkeersbureau van Nara.

## Stationsomgeving
- Stadhuis van Gojō
- Æon Gojō (winkelcentrum)
- Eisan-tempel
- Dōsenji Onsen
- Totsukawa Onsen
- Nisho-Yoshino Onsen
- 7-Eleven
- Autoweg 24
- Yoshino-rivier

(Yamatoji-lijn<<) Ōji · Hatakeda · Shizumi · Kashiba · JR Goidō · Takada · (>>Sakurai-lijn) · Yamato-Shinjō · Gose · Tamade · Wakigami · Yoshinoguchi · Kitauchi · Gojō · Yamato-Futami · Suda · Shimohyōgo · Hashimoto · Kii-Yamada · Kōyaguchi · Nakaiburi · Myōji · Ōtani · Kaseda · Nishi-Kaseda · Nate · Kokawa · Kii-Nagata · Uchita · Shimoisaka · Iwade · Funato · Kii-Ogura · Hoshiya · Senda · Tainose · Wakayama